# Dango
Dango (Japans: 団子, ook: だんご) is een Japanse delicatesse (wagashi) die bestaat uit gekookte deegballetjes gemaakt van rijstmeel van kleefrijst (mochiko). Het is verwant aan mochi. Meestal worden drie of vier dango op een houten stokje (brochette) gestoken en worden ze geserveerd met groene thee (matcha). Er bestaan verschillende regionale variëteiten. Binnen de categorie wagashi valt de dango onder de namagashi, die een vochtgehalte van 30% of meer hebben.

## Bereiding
Dango wordt gemaakt door kleefrijstmeel (mochiko) te mengen met koud water tot een kleverig deeg. Dit deeg wordt tot kleine balletjes gedraaid, die vaak nog kort worden gekookt tot ze stevig zijn. Daarna worden ze vaak met 3 tot 5 op een stokje geregen. Ze worden vaak geserveerd met een topping. De balletjes lijken op mochi, maar deze laatste worden gevormd door gestoomde kleefrijstkorrels te pletten tot een deeg en worden zonder prikker gepresenteerd; ook zijn ze vaak wat groter, minder rond en een stuk plakkeriger. Beide zijn in principe wit van kleur en zonder eigen smaak, naast de rijstsmaak.

## Variaties
Traditioneel wordt dango gepresenteerd met drie stokjes waar elk vier bolletjes op geregen zijn, en drink je er warme matcha (groene thee) bij. Er zijn variaties mogelijk door de kleefrijstbolletjes een smaak te geven of door het gebruik van een topping. De smaken kunnen zoet en hartig zijn en de dango kan warm of koud geserveerd worden, afhankelijk van het type dango.

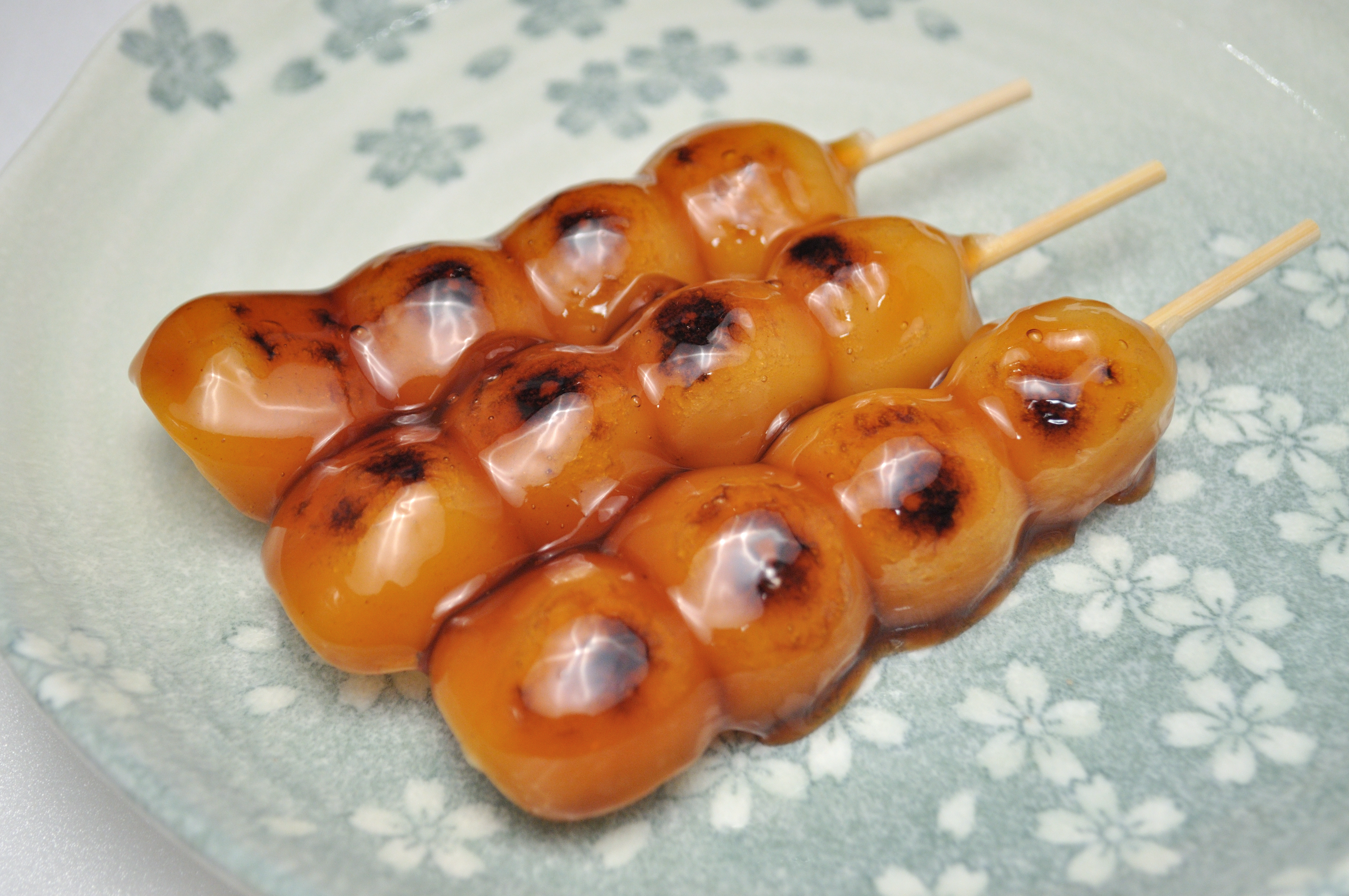
Mitarashi dango (みたらし団子), overgoten met een gesuikerde sojasaus
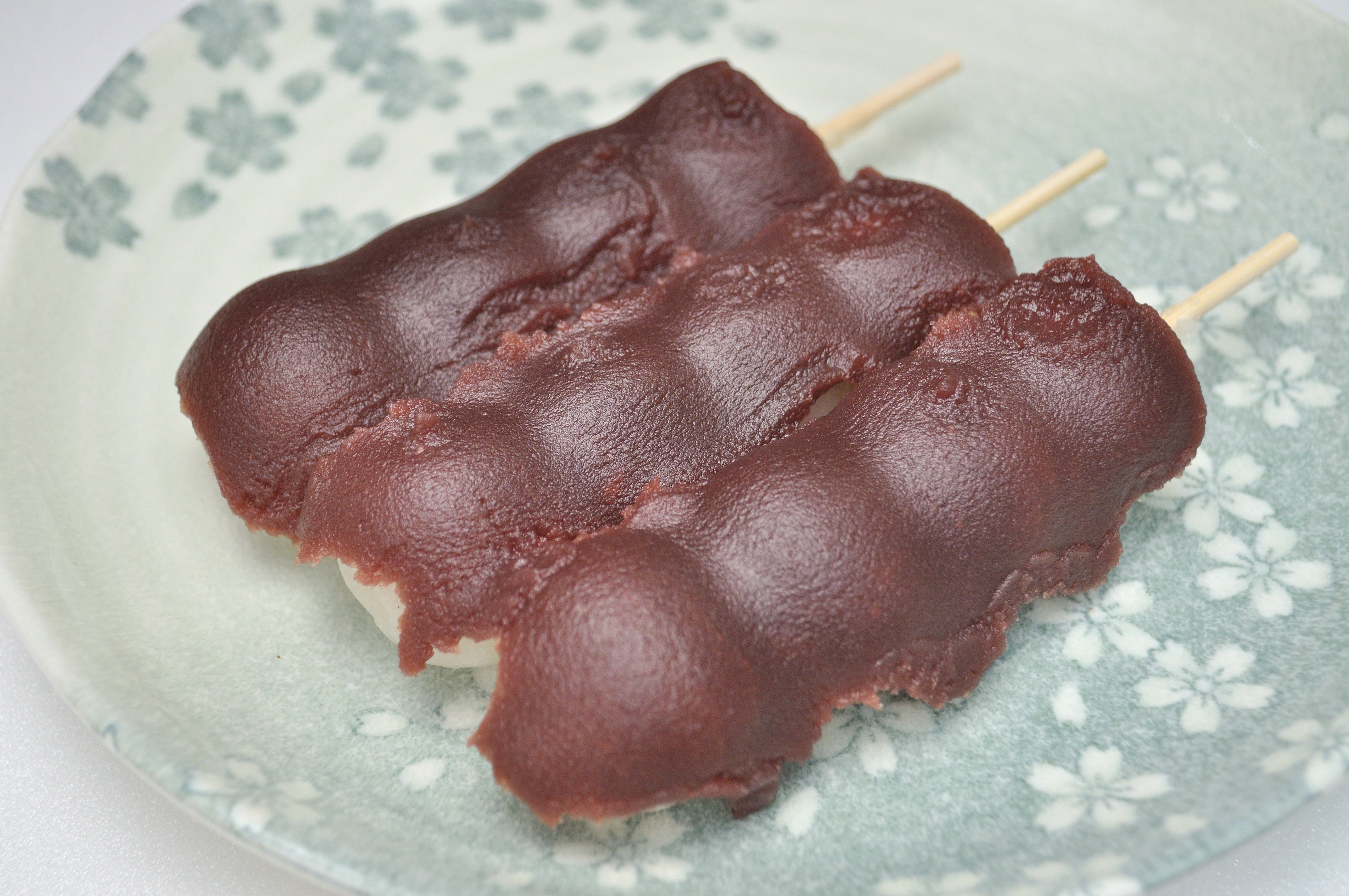
An dango (あんこ団子), topping van anko (rodebonenpasta)
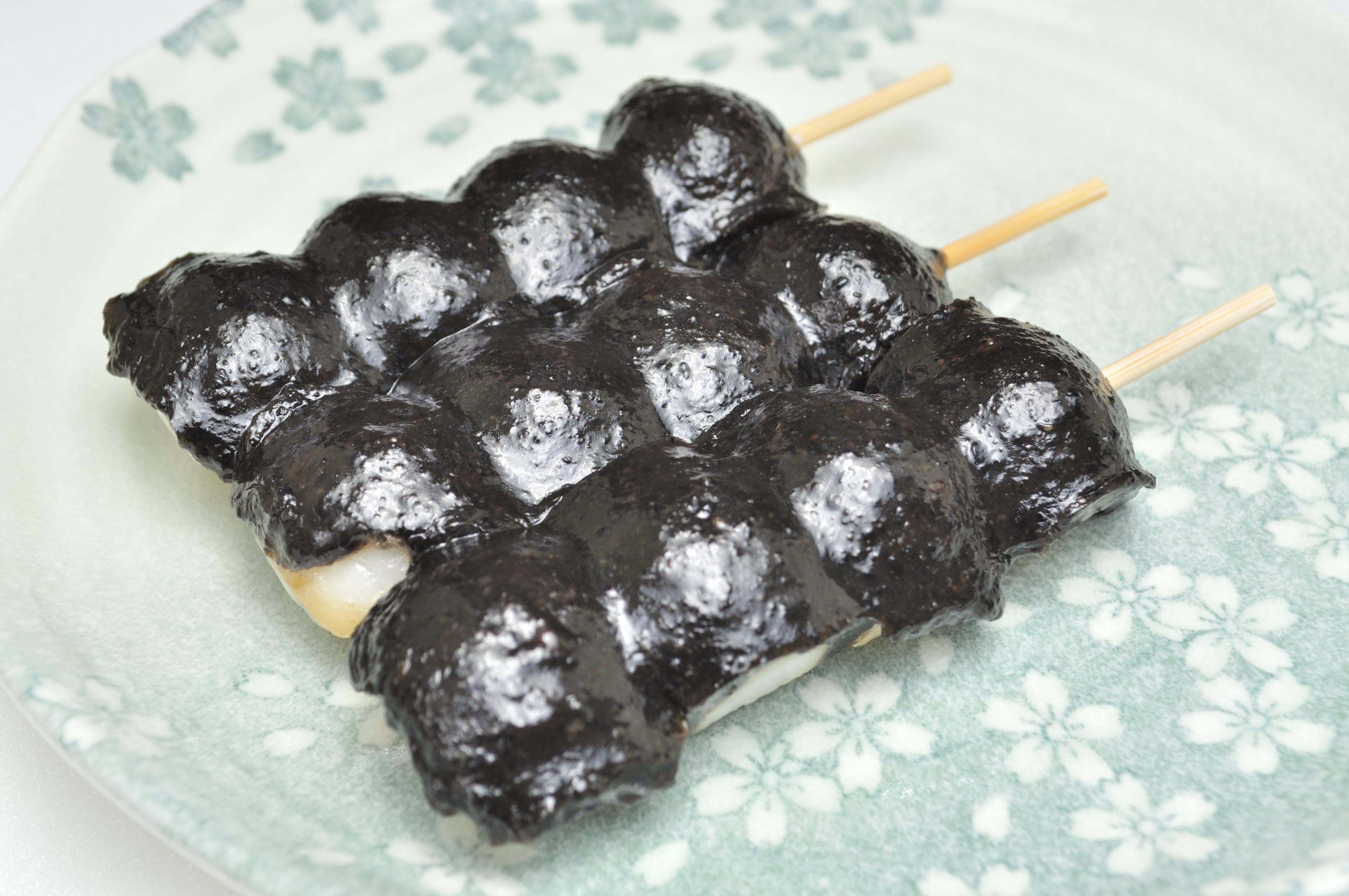
Goma dango (ごま団子), geserveerd met een sesampasta
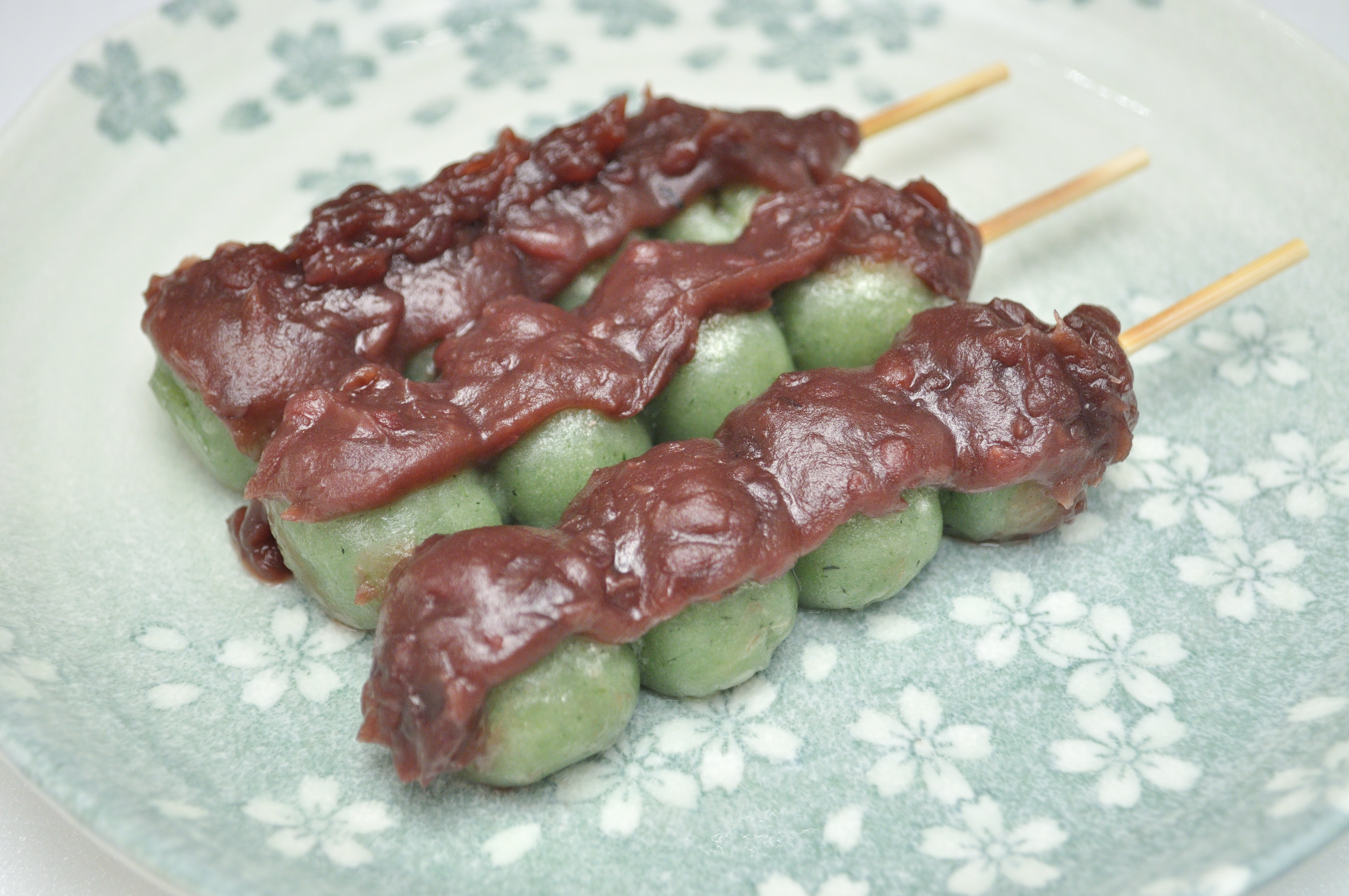
Chadango (茶団子) met anko topping, dango op smaak gemaakt met matcha (groene thee)
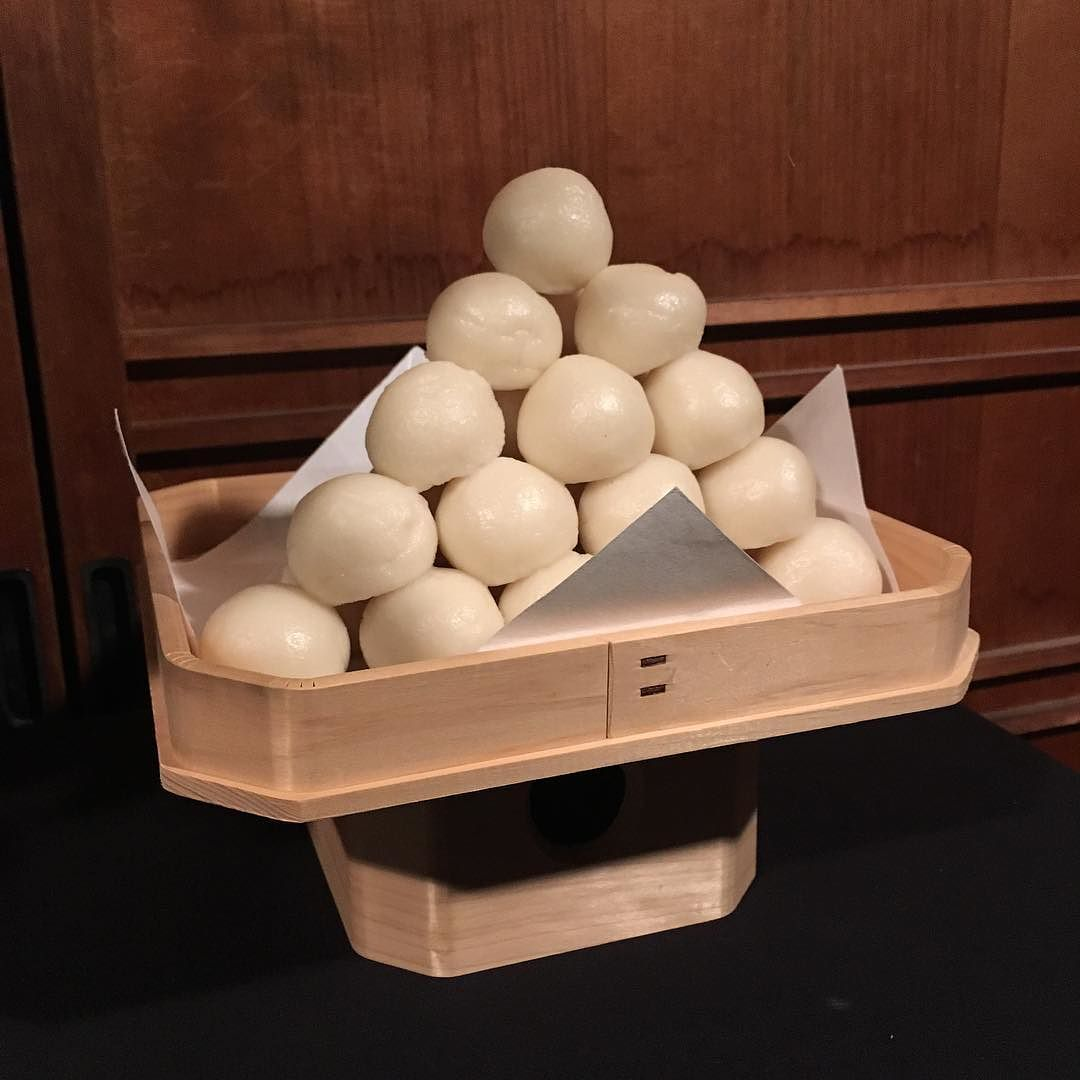
Tsukimi dango (月見だんご), witte kleefrijstballetjes gestapeld tot een piramide. Wordt geserveerd op het Midherfstfestival (Tsukimi)
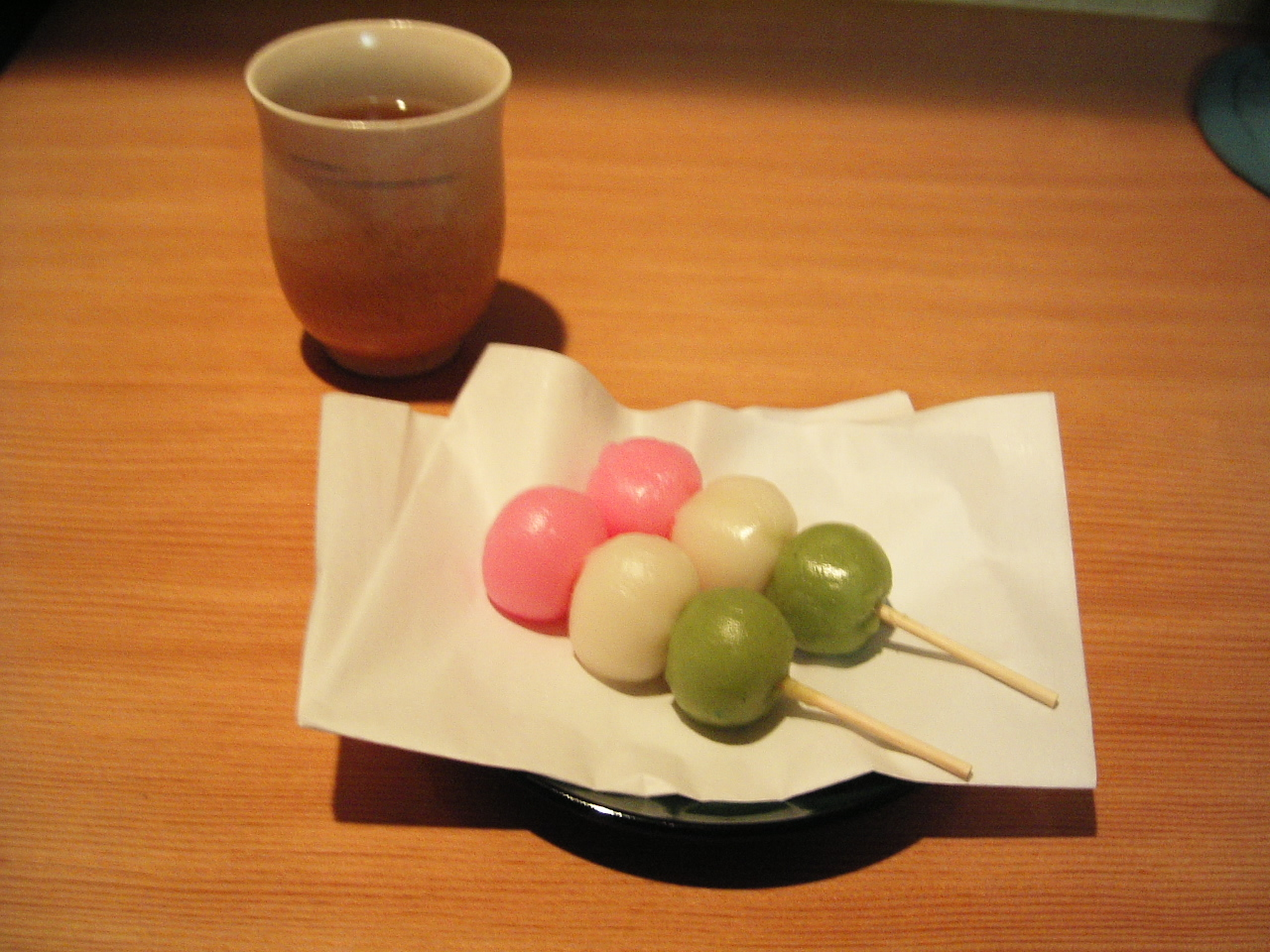
Hanami dango (花見だんご), roze, wit en groen balletje op een stokje geregen. Wordt geserveerd tijdens de festiviteiten rond de bloeiperiode van de sakurabloesem (hanami). Bekend van de 🍡 emoji.
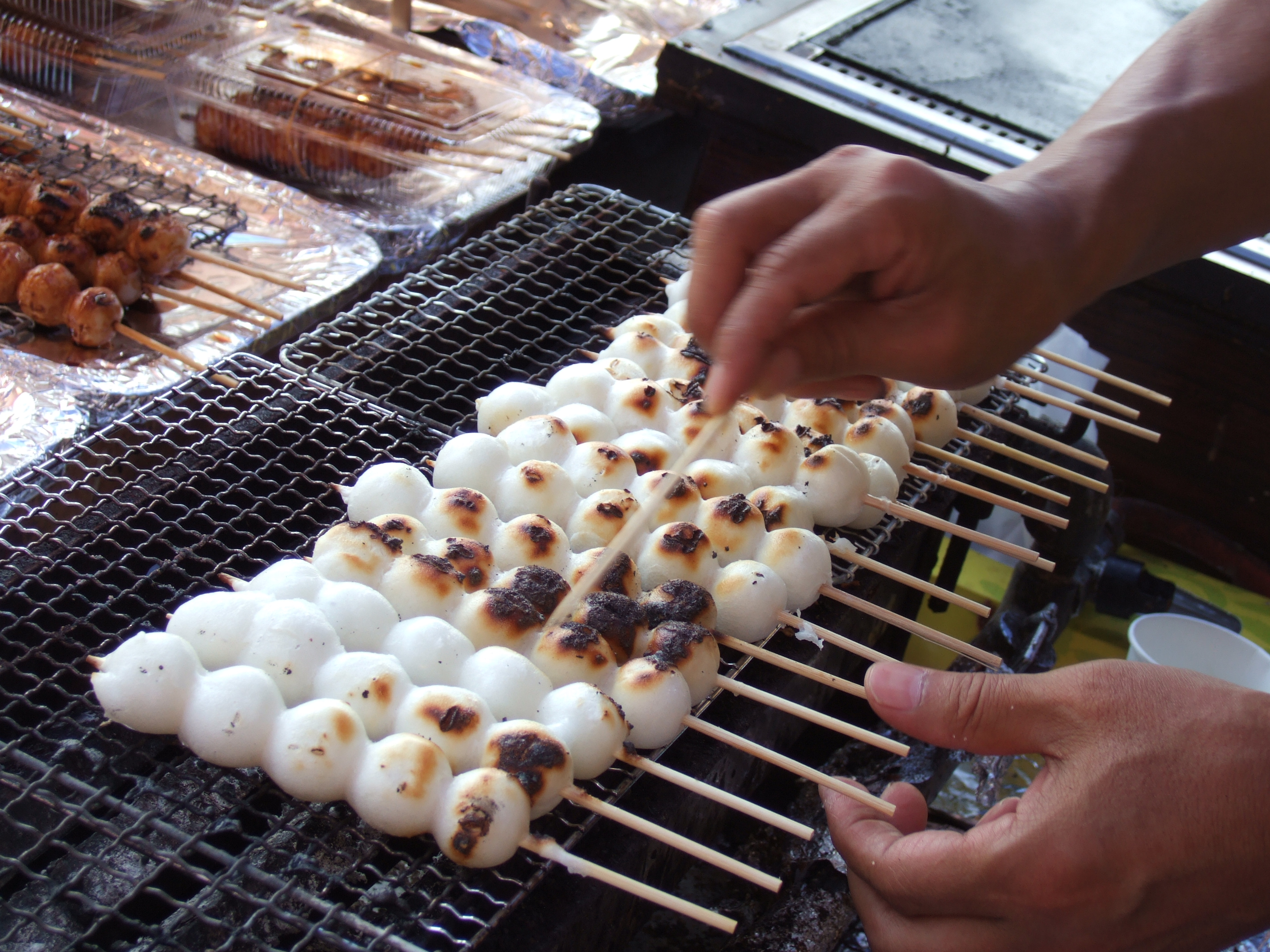
Yaki dango (焼き団子), gebakken of geroosterde dango